# Olenivka (Horlivský rajón)
Olenivka (ukrajinsky Оленівка, rusky Оленовка) je průmyslové sídlo v východoukrajinském Donbasu. Leží na severovýchodě Doněcké oblasti na řece Bulavě, přibližně 58 km severovýchodně od Doněcku v Horlivském rajónu. (Ruská správa jej řadí do Bachmutského rajónu, který označuje jako Arťomovský rajón.) V roce 2021 zde žilo 751 obyvatel, v roce 2001 to bylo 954; jejich počet klesl kvůli ekonomické recesi a válce.

## Geografie
Osada tvoří severovýchodní předměstí města Jenakijeve, nachází se na severozápadním břehu Volyncevské přehrady (vytvořené řekou na řece Bulavyna). 
Sousední osady: na severu Oleksandrivske, město Vuglegirsk; na severozápadě Kajutin, město Horlivka; na severovýchodě Grozne, Stupakove, Savelyvka; na západě Sofiivka; na východě — Priberežne, Bulavynske (výše po proudu řeky Bulavyny); na jihovýchodě Slavne; jih město Bunge.

## Historie
Podle údajů z roku 1859 byla Olenivka (Volyncevo, Opanasivka) ves nad řekou Bulavynou s 58 majiteli domů 316 lidmi.  V roce 1918 byla přiřazena k území Sovětského svazu a v roce 1938 nazvána městem. Prezidium Nejvyššího sovětu Ukrajinské SSR 23. května 1978 rozhodlo užívat pro tento typ vesnice termín osada městského typu, jaký má dodnes. Zároveň dosavadní označení obce Jelenovka (rusky  Еленовка) změnil na Olenovka a přičlenil ji k městu Jenakijeve. 
Roku 2014 ukrajinské úřady převedly vesnici do Bachmutského rajónu v Doněcké oblasti. Od převzetí moci separatisty v únoru 2015 obec zůstává pod kontrolou ruské armády.